# 谷晃生
谷晃生（日语：谷 晃生；2000年11月22日—），日本足球運動員，司職守門員，現時被日職球隊大阪飛腳外借到町田澤維亞，日本國家足球隊成員。

## 俱樂部生涯
谷晃生出道于大阪飞脚青训。2015年5月2日，高圆宮杯U-18联赛大阪1部第8轮，大阪飞脚青年B队对桃山学院高中。B队主力门将谷晃生临时上调A队，参加U-18超级联赛(替补未出场)。 
2017年，代表大阪飞脚U23在日丙联赛出场，完成职业联赛的首秀，在日职联赛最年少出场纪录中排名第5位。2018年，18岁的谷晃生升入大阪飞脚一线队，并在当年成功代表一线队首秀。
2020年，为了获得更多出场机会能够成长，谷晃生被大阪飞脚租借到了湘南比马，租借为期2年。
在这两年内，谷晃生获得了很大的进步，本赛季帮助球队保级成功，並入选联赛最佳新人候选名单。
2023年8月1日，大阪飞脚將谷晃生租借到比利时乙级联赛球队登德，租期至2024年6月30日。

## 國家隊生涯
谷晃生于2017年10月8日在U17世青赛日本U17国青队以6比1大胜印度的比赛中首发出战比赛。
谷晃生入选了日本各级国家队，并出战了U16亚洲杯和U17世界杯。并且，他还入选日本国奥，以首发身份打完了东京奥运会全部赛事。他的表现也得到了日本主帅森保一的关注，并在十二强赛期间成功入选日本国家足球队大名单。

## 外部連結
- 谷晃生 – FIFA國際賽競賽紀錄 (存檔)
- 日本職業足球聯賽中的谷晃生 （日語）